# 토노오카 에리카
토노오카 에리카(일본어: 外岡 えりか, 1991년 6월 11일 ~ )는 일본의 아이돌이다. 가나가와현 출신. 그룹 아이돌링의 3대리더이다. 아이돌링에서 요코야마 루리카와 함께 메인보컬을 맡고있다.

## 출연 작품

### 드라마
- 마모루의 규칙